# Dale Davis
Pour les articles homonymes, voir Davis.
Elliott Lydell (Dale) Davis (né le 25 mars 1969 à Toccoa, Géorgie) est un joueur américain de basket-ball évoluant au poste d'ailier fort et de pivot.

## Carrière
Davis fut sélectionné par les Pacers de l'Indiana au 13e rang de la draft 1991, y passant les neuf premières années de sa carrière. Il s'imposa rapidement au poste d'ailier-fort. Sa moyenne s'établit régulièrement à plus de 10 points et 10 rebonds, faisant de lui le meilleur rebondeur de l'histoire de la franchise de l'ère NBA au moment de son départ.
À l'issue de la saison 1999-2000, où Davis participa au All Star Game et les Pacers atteignirent les Finales NBA, les dirigeants décidèrent de reconstruire l'équipe avec des joueurs plus jeunes. Ils transférèrent Davis aux Trail Blazers de Portland en échange de Jermaine O'Neal et Joe Kleine, O'Neal devenant rapidement le "franchise player" de l'équipe.
Davis passa quatre années chez les Blazers, réalisant les mêmes statistiques qu'aux Pacers ; environ 8 points et 8 rebonds par match.
Le 20 juillet 2004, les Blazers transférèrent Davis et Dan Dickau aux Warriors de Golden State en échange de Nick Van Exel.
Le 24 février 2005, Davis fut de nouveau transféré, ainsi que le meneur de jeu Speedy Claxton, aux Hornets de la Nouvelle-Orléans contre le meneur Baron Davis. Davis fut laissé libre peu de temps après et signa avec sa première équipe, les Pacers, le 4 mars 2005. Il commença immédiatement en tant que titulaire en remplacement de Jermaine O'Neal.
Il disputa 25 matchs avec les Pacers lors de la saison 2004-2005, compilant 6.9 points, 8.9 rebonds et 1.32 contre par match. En juin 2006, il devint copropriétaire d'une écurie de NASCAR en NEXTEL Cup Series manifestant son intérêt pour R&J Racing.
Le 26 août 2005, Davis signa en tant que free agent avec les Pistons de Détroit. Il joua durant deux ans avec les Pistons, se retira du basket-ball à l'issue de la saison 2006-2007.
En août 2006, Davis fut impliqué dans une fusillade à Miami Beach, la police l'interpellant pour conduite en état d'ivresse et pour avoir résisté lors de son arrestation.En décembre 2006, il fut acquitté des charges qui pesaient contre lui.
Il arrive souvent que Dale Davis et Antonio Davis soient confondus, car ils ont joué tous les deux au poste d'ailier fort, dans la même équipe durant six ans (Pacers de l'Indiana, 1993-1999) et que l'on faisait donc référence à eux comme les "Davis boys", et par le fait qu'ils portaient des numéros de maillot proches, Dale portant le numéro 32 et Antonio le 33.

## Pour approfondir